# 長岡護美
長岡 護美（ながおか もりよし、天保13年9月19日〈1842年10月22日〉 - 1906年〈明治39年〉4月8日）は、最後の熊本藩主細川護久の異母弟。明治期の外交官、華族（子爵）、貴族院議員。麝香間祗候。

## 生涯
10代熊本藩主細川斉護の六男として熊本に生まれる。旧暦・嘉永3年5月（1850年）、下野国喜連川藩主喜連川煕氏の養子となり金王丸と称した。安政元年12月（1855年1月）、将軍徳川家定に拝謁する。安政3年4月（1856年）に元服し、喜連川紀氏と名乗った。官位は左兵衛督。しかし、安政5年4月28日（1858年）、喜連川家を離籍し、実家の熊本に戻った。以後、細川氏の旧姓により長岡護美と名乗る。
文久2年12月（1863年）、異母兄の11代藩主細川韶邦の名代として上洛、京都警衛を勅せられた。滞京中に学習院に召され孝明天皇に拝謁する一方、諸藩有志と尊攘の事を謀ったという。文久3年2月（1863年）、藩の海防のため帰藩し、京都への御親兵派遣に尽力。慶応元年（1865年）の長州征討時には小倉へ出張。
慶応4年2月（1868年）、命に依り上洛。3月に明治新政府の参与職軍防事務局輔に補された（従五位下・左京亮）。閏4月に東山道第二軍副総督（従四位下・侍従。総督は西園寺公望）、次いで軍務官副知事に任ぜられた（明治2年5月迄）。この間大阪行幸に供奉し、海陸軍天覧御用掛も務めた。5月、議定職同様心得（同年10月迄）を以て関東出張の命を受け、7月に鎮将府（駿河以東13国を管轄）へ出向、8月に下総常陸鎮撫を任された。11月、東北戦争の終結にともない一時帰藩。明治2年5月（1869年）、細川護久（翌年に12代藩主）の名代として上洛、6月より留守となった桂宮（仮皇居）の警衛を命じられた（8月帰藩）。
版籍奉還後の明治3年6月（1870年）、熊本藩大参事に就任。実学党の藩士らを起用し、藩の諸式・法律の改変、藩士及び俸禄の削減、領民に対する免税や封建制度の撤廃、新たな洋学所（翌年より熊本洋学校）設置など、当時としては進歩的な藩政改革を行なった。明治4年7月（1871年8月）、廃藩置県により廃官。
1872年（明治5年）2月、アメリカへの私費留学のため横浜を出航、次いで英国ロンドンへ渡り、1876年（明治9年）1月、ミドル・テンプル The Honourable Society of the Middle Temple（4大法曹院の一つ）へ入学、1878年（明治11年）7月には英国法廷弁護士 Barrister の資格を得た（福原芳山・星亨に続き日本人として3番目）。
1879年（明治12年）1月の帰国後、細川護久所有財産の分与、別戸願の許可を得ると、特旨を以て華族に列せられた（麝香間祗候）。同年8月に外務省の勅任御用掛に任ぜられ、1880年（明治13年）3月、特命全権公使としてオランダ在勤公使、ベルギー及びデンマーク公使兼務を命じられた（7月にオランダ赴任）。
命により1882年（明治15年）5月に帰国、翌6月に元老院議官に任ぜられた。1883年（明治16年）1月、高等法院陪席裁判官に任命され、7月より治罪法に基づく初の高等法院裁判として福島事件の国事犯審理に臨んだ（河野弘中被告の弁護人は星亨）。1884年（明治17年）7月、男爵位を叙爵。
1889年（明治22年）6月、東京市名誉職参事会員に当選（満期4年後に再当選、1891年の大津事件に際しては参事会員総代として京都出張）。12月、東京市麹町区会議員に当選。1890年（明治23年）3月、第三回内国勧業博覧会事務委員に就任。7月には貴族院男爵議員に選出された（翌年10月昇爵により辞職）。10月20日、元老院廃院により非職となるとともに錦鶏間祗候に任じられた。1891年（明治24年）4月には子爵に陞爵。1897年7月から1906年4月に死去するまで貴族院子爵議員を務めた。
1895年（明治28年）2月から5月、日清戦争の軍人慰労のため、華族総代として徳川篤敬侯爵とともに遼東半島から朝鮮へ出張。1901年（明治34年）5月から7月、東亜同文会副会長として清国南部諸州を巡歴し、各省総督巡撫らと満州開放について議論。以後、日清生徒の教育に尽力。1906年（明治39年）1月24日、再び麝香間祗候に列せられた。
養子に、長岡護全（1881-1904：細川護久の次男、陸軍騎兵少尉、日露戦争にて戦死）、長岡護孝（もりたか、1896-1975：旧名利功、陸軍中佐、実父は細川利文、夫人は細川護成の長女英子）がおり、護孝が後嗣となり改名し襲爵した。

### 長岡子爵邸
日本橋区浜町二丁目に大正時代まで存在した長岡子爵邸の跡地は現在、浜町公園（現・中央区日本橋浜町二丁目）となっている。もとは熊本藩主細川越中守の屋敷があった土地で、嘉永年間の浦賀・本牧等の海岸防護の勲功により、安政5年に幕府より水野河内守中屋敷の内6千坪を賞賜され、さらに後年隣接地を買取り別邸に、明治以降は本邸として定め、1903年（明治36年）以降に長岡が居住した。関東大震災後の帝都復興事業（帝都復興公園） により、現公園が新設整備された。

## 栄典
位階
- 1886年（明治19年）10月20日 - 従三位[15]
- 1894年（明治27年）5月21日 - 正三位[16]
- 1906年（明治39年）4月8日 - 従二位[17]

勲章等
- 1880年（明治13年）6月7日 - 勲三等
- 1884年（明治17年）7月8日 - 男爵
- 1886年（明治19年）5月29日 - 勲二等旭日重光章
- 1889年（明治22年）11月25日 - 大日本帝国憲法発布記念章[18]
- 1891年（明治24年）4月23日 - 子爵[19]
- 1906年（明治39年）4月8日 - 勲一等瑞宝章[17]

外国勲章佩用允許
- 1882年（明治15年）8月15日 - ベルギー王国第一等レオポルド勲章及びデンマーク王国第一等ダンネブロ勲章
- 1883年（明治16年）8月13日 - オランダ王国第一等獅子勲章（nl:Orde van de Nederlandse Leeuw）[20]
- 1904年（明治37年）1月28日 - 大清帝国第二等第一双龍宝星

## 著作
- 『雲海詩鈔』1900年（上・下）

## 関連文献
- 長岡護孝編刊『長岡雲海公傳』1914年。